# Wilhelm Christian Eberhard Friedrich Löffelholz von Kolberg
Wilhelm Christian Eberhard Friedrich Freiherr Löffelholz von Kolberg (* 15. August 1809 in Nürnberg; † 13. Mai 1891 in Wallerstein) war Fürstlich Oettingen-Wallersteinscher Domanialkanzleirat und Archivar, Vorstand der Kunst- und wissenschaftlichen Sammlungen in Maihingen, sowie Heraldiker.

## Herkunft
Seine Großeltern waren der Freiherr Hans Wilhelm Friedrich Löffelholz von Kolberg (1743–1802) und Anna Maria Haller von Hallerstein (1749–1835). Seine Eltern waren der Polizei- und Magistratsrat in Nürnberg Freiherr Georg Wilhelm Friedrich Löffelholz von Kolberg (1775–1818) und dessen Ehefrau Elisabeth König von Königsthal (1778–1849), Tochter des Nürnbergischen Ratskonsulenten Eberhard Jodokus König von Königsthal und der Katharina Panzer. Sein Bruder Sigmund Friedrich (1807–1874) wurde Förster und Forstwissenschaftler.

## Leben
Nach dem frühen Tod des Vaters besuchte Löffelholz als Internatsschüler das Gymnasium in Erlangen und begann dann 1828 an der dortigen Universität ein Studium der Mathematik, das er nach dem in München verbrachten Wintersemester 1830/31 mit dem Sommersemester 1831 in Erlangen fortsetzte. Mit einer Dissertation über Orographie und mineralogische Topographie des rechtsrheinischen Bayerns wurde Löffelholz 1836 zum Dr. Phil. promoviert, da die Naturwissenschaften damals noch in der Philosophischen Fakultät beheimatet waren. Die erste Anstellung erhielt Löffelholz 1832 als Hilfslehrer für Mathematik und Physik an der Handelsschule in Nürnberg; 1836 wurde er Subrektor der neugegründeten Gewerbeschule in Nördlingen. Im Herbst 1842 trat Löffelholz in den Dienst des Hauses Oettingen-Wallerstein, wo er in Wallerstein zunächst das Domänenreferat übernahm und dem Fürstlichen Archiv vorstand. Schon im Dezember 1842 wurde ihm dazu die Leitung der Fürstlichen Bibliothek und der mit ihr verbundenen Kunstsammlungen übertragen.
Löffelholz hat ungemein kenntnisreich, fleißig und gewissenhaft in bewundernswerter Schaffenskraft über beinahe 50 Jahre hin die Bibliotheks- und Sammlungsbestände, die seit 1840 in den Gebäuden des ehemaligen Minoritenklosters in Maihingen zusammengeführt worden waren, geordnet und verzeichnet und damit der Wissenschaft zugänglich gemacht. In dieser von Löffelholz geschaffenen Ordnung wurden die Bestände 1948/49 auf die Burg Harburg überführt. Die 1980 an den Freistaat Bayern verkaufte Bibliothek ist innerhalb der Augsburger Universitätsbibliothek noch heute nach dem von Löffelholz für Maihingen entworfenen Schema aufgestellt. Der von Löffelholz erarbeitete und in seinen Oettingana veröffentlichte Münzkatalog ist noch immer unentbehrlich für jegliche Beschäftigung mit dem Oettingischen Münzwesen. Löffelholz war mit dem Museumsgründer Hans von Aufseß freundschaftlich verbunden und gehörte 1853 bis zu seinem Tod dem Verwaltungsrat des Germanischen Nationalmuseums an.
Ab 1856 war er Mitarbeiter am Wappenbuch Neuen Siebmacher und bearbeitete den Band Souveräne.

## Familie
Wilhelm Christian heiratete am 27. Dezember 1836 in Nürnberg Charlotte Sophie Theresia Mathilde (1817–1874), Tochter des Johann Freiherrn Holzschuher von Harrlach und der Philippine Freiin von Harsdorf; sie hatten zusammen fünf Söhne und drei Töchter:
- Bertha Mathilde Theresia Elisabetha Friederike (* 1. November 1837; † 31. Dezember 1840)
- Karl Rudolph Friedrich Wilhelm (* 25. Dezember 1840; † 22. November 1902)

⚭ 1874 Ida Franziska Christine Gademann (* 26. April 1855; † 22. Juni 1878)
⚭ 1880 Auguste Berthe Ottmann (* 2. März 1851)
- Adelheid Katharine Elise Theresia Mathilde (* 6. Januar 1844)
- Emilie Mathilde Bertha Elise Theresia (* 30. Mai 1850) ⚭ 1878 Friedrich Pausch († 26. März 1893)
- Jobst Wilhelm Karl Eugen (* 18. Mai 1839; † 11. Januar 1897) ⚭ Auguste Thekla Henriette Babette Hartlieb (* 20. Januar 1847; † 29. Juni 1919), Eltern von Curt Loeffelholz von Colberg
- Hans Wilhelm Friedrich Eduard Hermann (* 1. Juni 1842; † 21. Juli 1895) ⚭ 1889 Anna Walpurga Rosa (* 2. August 1856)
- Wilhelm Hans Karl Burkhard Friedrich (* 26. März 1847), Pfarrer ⚭ 1876 Anna Katharine Babette Frauenholz (* 22. Mai 1848; † 18. Januar 1911)

## Werke (Auswahl)
- Das Hausarchiv Oettinen-Wallerstein als Quelle örtlicher Genealogie, in: Archivalische Zeitschrift 3, 1878, 188–203
- Oettingana. Neuer Beitrag zur Oettingischen Geschichte, insbesondere zur Geschichte des Oettingischen Münzwesens, Nördlingen 1883
- Kleine Beiträge zu Maihinger Sammlungsstücken im Anzeiger für Kunde der deutschen Vorzeit und in der Zeitschrift des Münchener Alterthums-Vereins